# كرة القدم في إفريقيا

الاتحاد الإفريقي لكرة القدم.

تعد لعبة كرة القدم في إفريقيا هي الأكثر شعبية في إفريقيا، حيث يقوم الاتحاد الإفريقي لكرة القدم (كاف) بتنظيم مسابقات المنتخبات والأندية في القارة السمراء ومنها: كأس الأمم الإفريقية وهي أهم بطولة للمنتخبات بدأت سنة 1957، بطولة أمم إفريقيا للمحليين وهي بطولة المنتخبات الثانية يلعب فيها فقط اللاعبين الذين ينشطون في دوريات إفريقيا، دوري أبطال إفريقيا وهي البطولة الأولى للأندية في إفريقيا يشارك فيها الفرق صاحبة المراكز 1 و 2 في الدوريات، كأس الكونفيدرالية الإفريقية وهي بطولة الأندية الثانية ويطلق عليها أحيانا بكأس الكاف وكأس السوبر الإفريقي وهي بطولة الأندية الثالثة يلعب بطل دوري أبطال إفريقيا و بطل كأس الكاف.

## الاتحاد الإفريقي

الاتحاد الإفريقي لكرة القدم.

الاتحاد الإفريقي لكرة القدم أو الكنفدرالية الإفريقية لكرة القدم (بالإنجليزية: Confederation of African Football) (بالفرنسية: Confédération Africaine de Football)، هو المنظمة الإفريقية المسؤولة عن كرة القدم في قارة إفريقيا يعرف اختصارا باسم الكاف (CAF).
تأسس الاتحاد عام 1957 وكانت فكرة أطلقها الدكتور عبد الحليم محمد وشارك في تأسيسة أربع دول هي (مصر - السودان - أثيوبيا - جنوب إفريقيا)، ويضم في عضويته 54 اتحاد كرة قدم للدول الإفريقية.
وهو المنظمة المسئولة عن تنظيم البطولات المنتخبات الإفريقية وبطولات الأندية الإفريقية وجميع بطولات كرة القدم للكبار والناشئين و تغيب عضوية الصحراء الغربية في الاتحاد.

## منافسات

### للمنتخبات

#### كأس الأمم الإفريقية

شعار كأس الأمم الإفريقية.

كأس الأمم الإفريقية لكرة القدم (بالإنجليزية: Africa Cup of Nations)‏، هي بطولة ينظمها الاتحاد الإفريقي لكرة القدم كل عامين بين الدول الإفريقية المتأهلة من التصفيات لتحديد بطل القارة الإفريقية وهي مصنفة البطولة الثالثة على العالم بعد كأس العالم وكأس الأمم الأوروبية لشدة منافساتها حيث تضم المنتخبات التي تتأهل إلى نهائيات البطولة نخبة من اللاعبين الأفارقة المحترفين في أفضل الأندية الأوروبية بالإضافة إلى أفضل اللاعبين داخل القارة الإفريقية. أنشأت هذه البطولة سنة 1957 وكانت أول دولة تستضيفها السودان. والبلد صاحبة الرقم القياسي في عدد مرات الفوز بها هي مصر برصيد سبع بطولات، تليها الكاميرون بخمس بطولات.

#### بطولة أمم إفريقيا للمحليين

شعار بطولة أمم إفريقيا للمحليين.

بطولة أمم إفريقيا للمحليين (بالإنجليزية: African Nations Championship)‏، (يشار إليها أحيانًا باسم الشان CHAN) هي بطولة كرة قدم تم الإعلان عنها لأول مرة في 11 سبتمبر 2007. ويتم إدارتها من قبل الاتحاد الإفريقي لكرة القدم (CAF) ويتم لعبها بين أفضل الفرق الوطنية من إفريقيا ، ويضم على وجه الحصر اللاعبين الذين ينشطون في البطولات الوطنية . اللاعبون المغتربون بغض النظر عن المكان الذي يلعبون فيه ، حتى في إفريقيا ، ليسوا مؤهلين للمشاركة في بطولة الأمم الإفريقية.
أقيمت البطولة الأولى في عام 2009. استضافها ساحل العاج وفازت بها جمهورية الكونغو الديمقراطية. تم توسيع المسابقة لتشمل 16 فريقاً للبطولة الثانية التي أقيمت في السودان عام 2011. فازت تونس بالبطولة ، في أعقاب الثورة التونسية.
تقام البطولة كل عامين ، بالتناوب مع كأس الأمم الإفريقية.

#### دوري الأمم الإفريقية
دوري الأمم الإفريقية (بالإنجليزية: CAF Nations League)‏ هي مسابقة كرة قدم للمنتخبات تابعة للاتحاد الإفريقي لكرة القدم أحدثت سنة 2018 وهي البطولة الثالثة للمنتخبات في إفريقيا بعد كأس الأمم الإفريقية وبطولة أمم إفريقيا للمحليين. من المقرر أن تلعب لأول مرة في 2019.

### للأندية

#### دوري أبطال إفريقيا

شعار دوري أبطال إفريقيا.

دوري أبطال إفريقيا (بالإنجليزية: CAF Champions League)‏، سابقاً بطولة إفريقيا للأندية الأبطال المعدلة عام 1997، أو بطولة إفريقيا للأندية أبطال الدوري، وبلهجة شمال إفريقيا الكأس الإفريقية للأندية البطلة. ينظم البطولة الإتحاد الإفريقى لكرة القدم. وهي البطولة الأقوي علي مستوي الأندية الإفريقية. وتؤهل بطلها لخوض مباراة السوبر الإفريقية مع بطل كأس الاتحاد الكونفدرالي الإفريقي لكرة القدم للأندية. وتحفل البطولة بالإثارة والمتعة. وتتخطى شعبيتها حدود القارة السمراء إلى أوروبا والأمريكتين وجميع أنحاء العالم. حيث يتأهل بطلها إلي بطولة كأس العالم للأندية.و تضم الأندية أبطال الدوري في البلدان الإفريقية بالإضافة إلي وصيف الدوري العام من أفضل 12 نادي في تصنيف الأندية الإفريقية.

#### كأس الكونفيدرالية الإفريقية

شعار كأس الكونفيدرالية الإفريقية.

كأس الكونفيدرالية الإفريقية (بالإنجليزية: CAF Confederation Cup)‏، هي مسابقة كرة القدم أنشأها الاتحاد الإفريقي لكرة القدم (كاف) والذي تتنافس عليه الأندية الإفريقية. وينظم سنويا من قبل الاتحاد الإفريقي. نشأ كأس الكونفيدرالية الإفريقية في سنة 2004 من اندماج كأس إفريقيا للأندية الفائزة بالكؤوس في عام 1975 وكأس الاتحاد الإفريقي الذي أُنشئ سنة 1992. والذي تتنافس عليه الأندية الفائزة بالكؤوس الوطنية في الدول الأعضاء.

#### كأس السوبر الإفريقي

شعار كأس السوبر الإفريقي.

كأس السوبر الإفريقي (بالإنجليزية: CAF Super Cup)‏، هي بطولة ينظمها الاتحاد الإفريقي لكرة القدم وبدأت هذهِ البطولة عام 1993. وهى عبارة عن مباراة تقام كل عام بين النادي الفائز بدوري أبطال إفريقيا والنادي الفائز بكأس إفريقيا للأندية الفائزة بالكؤوس إلى عام 2004 ثم أصبحت منذ عام 2005 بين النادي الفائز بدوري أبطال إفريقيا والنادي الفائز بكأس الكونفيدرالية الإفريقية لتحديد بطل أبطال القارة لكل عام وهي عادةً تقام في شهر يناير أو فبراير من كل عام قبل بداية الموسم الجديد لبطولتي الأندية الإفريقية وغالباً ما تكون على ملعب بطل دوري الأبطال إلا أنها اقيمت في ملاعب محايدة أكثر من مرة.

## ملاعب شهيرة
- ملاعب منطقة شمال إفريقيا:

تونس: الملعب الأولمبي برادس  ·  الملعب الأولمبي بالمنزه  ·  الملعب الأولمبي بسوسة  ·  ملعب الطيب المهيري - الجزائر: ملعب 5 يوليو 1962  ·  ملعب 19 ماي 1956  ·  ملعب 24 فبراير 1956  ·  ملعب وهران الجديد - المغرب: ملعب الأمير مولاي عبد الله . ملعب أدرار . ملعب محمد الخامس  ·  ملعب مدينة مراكش  ·  ملعب مدينة طنجة . المركب الرياضي لفاس- ليبيا: ملعب طرابلس  ·  ملعب 28 مارس  ·  ملعب 7 أكتوبر  ·  ملعب 9 يوليو -مصر:ملعب برج العرب . ستاد القاهرة الدولي . ملعب مبارك الدولي . ملعب المقاولون العرب . ملعب 30 يونيو . ستاد السلام . ملعب بني عبيد . ملعب المحلة . استاد الإسماعيلية . ستاد النادي المصري
- ملاعب منطقة غرب إفريقيا:

بنين: ملعب الصداقة  ·  - موريتانيا: الملعب الأولمبي (نواكشوط) - ساحل العاج: ملعب فيليكس هوفويت-بواني  ·  ملعب بواكي  ·  ملعب روبرت شامبورو - بوركينا فاسو: ملعب 4 أغسطس - غانا: ستاد بيريكوم الرياضي  ·  ملعب أكرا الرياضي  ·  ملعب بابا يارا  ·  ملعب تامالي  ·  ملعب سيكوندي تاكورادي - مالي: ملعب 26 مارس  ·  ملعب أماري داو  ·  ملعب موديبو كيتا.
- ملاعب منطقة وسط إفريقيا:

الكاميرون: ملعب أحمدو أهيدجو  ·  ملعب إعادة التوحيد  ·  ملعب ليمبي - الغابون: ملعب أوييم  ·  ملعب بورت جنتيل  ·  ملعب بيار كلافير ديفونغاي  ·  ملعب دانغونج  ·  ملعب عمر بونغو  ·  ملعب غاستون بيريلي  ·  ملعب فرانسفيل.
- ملاعب منطقة شرق إفريقيا:

السودان: استاد الهلال  ·  استاد كوستي  ·  ملعب الخرطوم  ·  ملعب الفاشر  ·  ملعب المريخ  ·  ملعب شندي  ·  ملعب عطبرة  ·  ملعب مورتا  ·  ملعب ود مدني - كينيا: مركز موي الدولي الرياضي  ·  ملعب نيايو الوطني
- ملاعب منطقة جنوب إفريقيا:

جنوب إفريقيا: ملعب آثلون  ·  ملعب أورلاندو  ·  ملعب إليس بارك  ·  ملعب إي بي آر يو  ·  ملعب البنك الوطني الأول  ·  ملعب بيتر موكابا  ·  ملعب حديقة الملوك  ·  ملعب دوبسونفيل  ·  ملعب رويال بافوكينغ  ·  ملعب سيسا رامابودو  ·  ملعب سيسل باين  ·  ملعب غيلفاندال  ·  ملعب فري ستيت  ·  ملعب كيب تاون (في الصورة)  ·  ملعب لوفتوس فيرسفيلد  ·  ملعب لوكاس ماستربيسز موريبي  ·  ملعب مبومبيلا  ·  ملعب موزيس مابيدا  ·  ملعب نيلسون مانديلا باي

## اُنظر أيضًا
- كرة قدم.
- الاتحاد الإفريقي لكرة القدم.